# Braone
Braone is een gemeente in de Italiaanse provincie Brescia (regio Lombardije) en telt 622 inwoners (31-12-2004). De oppervlakte bedraagt 12,4 km², de bevolkingsdichtheid is 51 inwoners per km².

## Demografie
Braone telt ongeveer 267 huishoudens. Het aantal inwoners steeg in de periode 1991-2001 met 4,1% volgens cijfers uit de tienjaarlijkse volkstellingen van ISTAT.
| Jaar | Inwoneraantal |
| ---- | ------------- |
| 1991 | 586           |
| 2001 | 610           |

## Geografie
De gemeente ligt op ongeveer 394 m boven zeeniveau.
Braone grenst aan de volgende gemeenten: Breno, Cerveno, Ceto, Losine, Niardo.

## Externe link

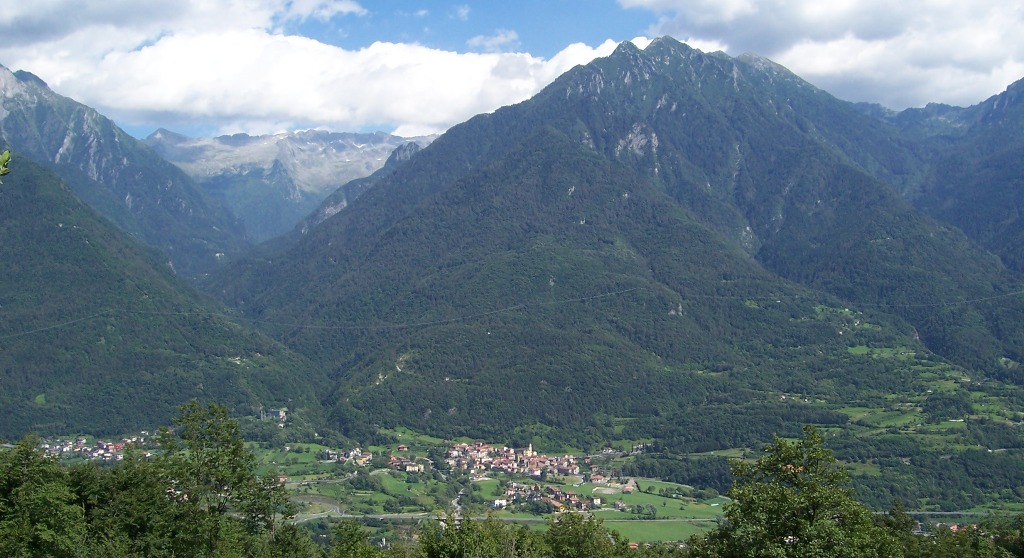
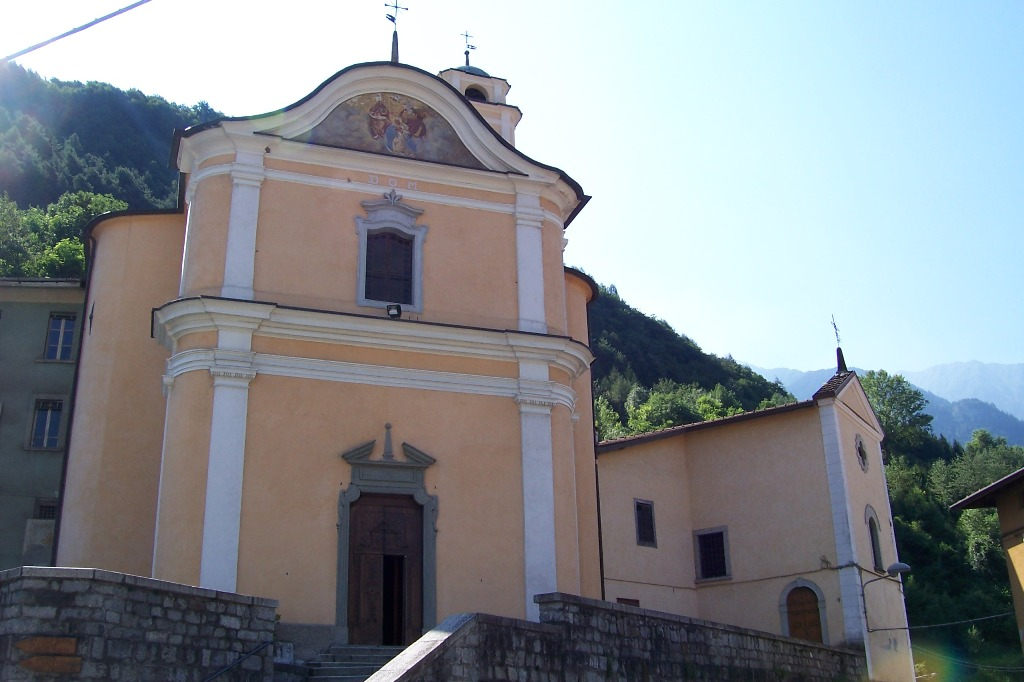
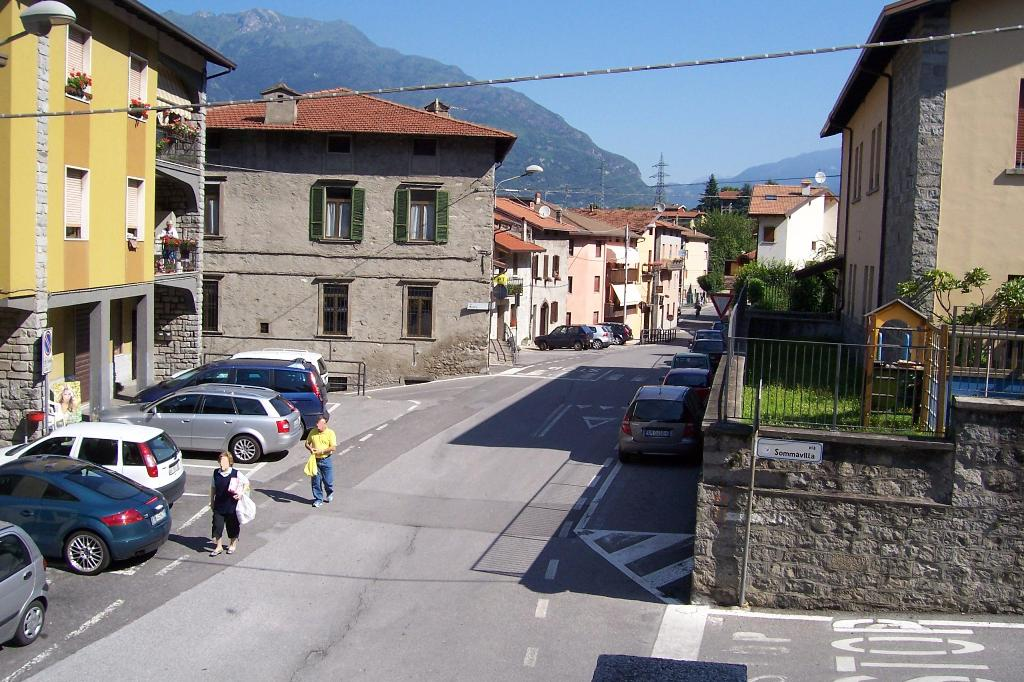